# 裁判を受ける権利
裁判を受ける権利（さいばんをうけるけんり、英語: right to a fair trial）とは、誰もが裁判所による裁判を受けられる権利。国務請求権のうち最も古典的な権利である。

## 概説
裁判を受ける権利は沿革的には絶対王政下のヨーロッパで専断的な裁判に対抗するために要求されるようになった権利であり、裁判所の常設や管轄権の法定、公正な裁判のための手続など近代司法の諸原則とともに発達してきたものである。
イギリスでは権利請願（1628年）や権利章典（1689年）で例外裁判所（特別裁判所）の原則禁止が定められていた。この思想は1791年のフランス憲法に受け継がれ「法律の指定する裁判官を奪われない」という形で具体化された。
「法律上の裁判官」を保障する条項はヨーロッパの大陸諸国の憲法で一般的なものとなったが、ドイツ連邦共和国基本法のように司法の章に規定される例と、イタリア共和国憲法のように人権条項として規定される例がある。
裁判を受ける権利には裁判を拒否されないという意味のほか、特定の裁判機関での公正な裁判を確保するという2つの意味がある。
裁判を受ける権利のうち裁判を拒否されないという意味は、刑事事件では「裁判による科刑」を保障することで罪刑法定主義の厳正な適用を確保しようとする趣旨（自由権としての側面）である。また、民事事件では私人が他人に直接に強制することは認められず（自力救済の禁止）、権利侵害を受けても裁判手続による救済手続きを求めるべきであるという近代法の原則を基盤として国民の権利を保障する趣旨（国務請求権としての側面）である。

## 日本

### 大日本帝国憲法（明治憲法）
大日本帝国憲法（明治憲法）は24条で裁判を受ける権利を認めていた。

### 日本国憲法
日本国憲法は裁判を受ける権利について32条に規定を置いている。

#### 権利の主体
憲法32条の裁判を受ける権利はその性質上日本国民のみを対象にしたものとは解されず外国人にも保障が及ぶ（通説）。

#### 「裁判所」の意義
憲法32条の「裁判所」について、訴訟法に定める具体的な裁判所を意味するか否かで消極説と積極説がある。
- 消極説
最高裁判所の判例は管轄権を有する具体的裁判所での裁判までは保障していないとする（最大判昭和24・3・23刑集3巻3号352頁）。消極説は裁判所の審級や管轄は法律で定められる事項であることを根拠とする[6]。
- 積極説
裁判を受ける権利は、その場ごとの恣意的な裁判所による裁判を排除し、あらかじめ法律によって設置された権限のある裁判所での裁判を求める権利として確立されてきたものであるから訴訟法に定める具体的な裁判所を意味するとする[7]。上記の最高裁判例（最大判昭和24・3・23）でも長谷川太一郎裁判官、沢田竹治郎裁判官、栗山茂裁判官が積極説に立ち反対意見を述べている[7]。

#### 「裁判」の意義
明治憲法とは異なり、日本国憲法32条の「裁判」には民事事件や刑事事件のほか行政事件の裁判を含む。また、裁判を受ける権利には一定の手続的な保障も内実として含まれる。

#### 陪審制
かつて大日本帝国憲法時代に行なわれたことのある陪審制を日本国憲法下で行なうことは可能か。裁判官以外の一般人を最終的な判断を裁判官が行なえば合憲である、と言われる。
しかし日本国憲法第32条の「裁判所」を裁判官のみによって構成されるものと解すれば当事者が同意しない限り陪審員による裁判は許されないとも言われるため、一概に合憲であるとは述べられないのが現状である。

#### 裁判員制度
陪審制の合憲・違憲の議論と同様の議論がある。覚醒剤取締法違反事件に絡む裁判員制度違憲訴訟において2011年11月16日に最高裁は裁判員制度について合憲判決を下した。